# (38804) 2000 RB64
2000 RB64 (asteroide 38804) é um asteroide da cintura principal. Possui uma excentricidade de 0.14159150 e uma inclinação de 6.33832º.
Este asteroide foi descoberto no dia 3 de setembro de 2000 por LINEAR em Socorro.